# Волосница (приток Печоры)
Волосница (устар. Волостница) — река в России, течёт по территории Троицко-Печорского района Республики Коми. Вытекает из болота Кушнюр. Устье реки находится в 1557 км по левому берегу реки Печора на высоте 128 м над уровнем моря. Длина реки составляет 64 км.
Рядом верховьем реки Волосницы находится исток реки Вогулки.

## Данные водного реестра
По данным государственного водного реестра России относится к Двинско-Печорскому бассейновому округу, водохозяйственный участок реки — Печора от истока до водомерного поста у посёлка Шердино, речной подбассейн реки — Бассейны притоков Печоры до впадения Усы. Речной бассейн реки — Печора.
Код объекта в государственном водном реестре — 03050100112103000058044.